# Windows Live Messenger
Windows Live Messenger, dawniej MSN Messenger – dawny komunikator internetowy firmy Microsoft typu Instant Messenger. Umożliwiał rozmowy za pośrednictwem internetu z ludźmi, a także wysyłania im wiadomości e-mail. Jeżeli użytkownik posiadał mikrofon i kamerę internetową, mogł utworzyć wideokonferencję. Wymagał posiadania konta Windows Live ID. Został częściowo napisany w oparciu o komunikator MSN, z którym też był kompatybilny i współpracował, oraz dodano do niego współpracę z innymi usługami z rodziny Windows Live. Komunikator powstał pod nazwą MSN Messenger 22 lipca 1999 roku, a następnie został przekształcony 13 grudnia 2005 roku w Windows Live Messenger.
6 listopada 2012 roku Microsoft ogłosił, że Windows Live Messenger zostanie wycofany na rzecz Skype na całym świecie, przy czym w Chinach usługa została wyłączona 31 października 2014. W kwietniu 2013 Windows Live Messenger zakończył swoje usługi i został przeniesiony do usługi Skype.
Był zgodny z siecią XMPP (Jabber). Posiadał funkcję łączenia się z użytkownikami nieistniejącego już od 17 lipca 2018 roku Yahoo! Messenger oraz czatu Facebooka (od 2011 roku funkcjonującego jako Facebook Messenger).